# Brensted-Laurijeva teorija kiselina i baza
Brensted-Laurijeva teorija predstavlja teoriju kiselina i baza koju su nezavisno jedan od drugog predložili Johanes Nikolaus Brensted i Martin Lauri 1923. U ovom sistemu su Brenstedove baze i Brenstedove kiseline definisane tako što je kiselina molekul ili jon koji je u mogućnosti da izgubi ili donira katjon vodonika tj. proton , a baza je vrsta koja je u mogućnosti da prihvati katjon vodonika tj. proton.

## Osobine kiselina i baza
Ako se neko jedinjenje ponaša kao kiselina tj. donira proton onda mora postojati baza koja će prihvatiti proton. Tako da koncept Brensted-Laurija može biti predstavljen reakcijom 
kiselina + baza ⇌ konjugovana baza + konjugovana kiselina.
Konjugovana baza je jon ili molekul koji ostaje nakon što kiselina izgubi proton a konjugovana kiselina je vrsta koja nastaje nakon što baza primi proton. Reakcija se može odvijati u oba smjera i u oba slučaja kiselina donira proton bazi.   
Voda je amfoterna i može se ponašati i kao kiselina i kao baza. U reakciji sa sirćetnom kiselinom voda se ponaša kao baza:
Acetatni jon  je konjugovana baza sirćetne kiseline a hidronijum jon  je konjugovana kiselina vode kao baze.
Voda se može ponašati i kao kiselina, na primjer kada reaguje sa amonijakom. Jednačina ove reakcije je:
u kojoj voda donira proton amonijaku. Hidroksidni jon je konjugovana baza vode koja se ponaša kao kiselina a amonijum jon je konjugovana kiselina baze amonijaka. 
Jake kiselina kao što je hlorovodonična kiselina disosuje potpuno. Slabe kiseline kao što je sirćetna kiselina disosuju djelimično pri čemu je konstanta disocijacije kiseline, pKa  kvantitativna mjera jačine kiseline. 
Veliki broj jedinjenja može biti klasifikovano u Brensted-Laurijeve kiseline: neorganske kiseline i njihovi derivati kao što su sulfonati, fosfonati itd., karboksilne kiseline, amini, karbonske kiseline, 1,3 diketoni kao što je acetilaceton, etil acetoacetat ili Meldrumova kiselina i mnoge druge. 
Luisova baza koja je definisana kao donor elektronskog para može se ponašati kao Brensted-Laurijeva baza pošto slobodni elektronski par može biti doniran protonu. To znači da koncept Brensteda i Laurija nije ograničen samo na vodene rastvore. Svaki rastvarač koji je donor elektronskog para se može ponašati kao akceptor protona. 
Tipični rastvarači donori koji se koriste u hemiji kiselina i baza su dimetil-sulfoksid ili tečni amonijak imaju atom kiseonika ili azota sa slobodnim elektronskim parom koji može biti korišten da se veže sa protonom.

## Brenstedova kiselost nekih Luisovih kiselina
Neke Luisove kiseline koje su definisane kao akceptor elektronskog para se takođe mogu ponašati i kao Brensted-Laurijeve kiseline. Na primjer jon aluminijuma  može prihvatiti elektronske parove vode kao u sljedećoj reakciji:
Vodeni jon koji je formiran je slaba Brensted-Laurijeva kiselina:
Ukupna reakcija je opisana kao kisela hidroliza aluminijumovog jona. 
Međutim ne pokazuju sve Luisove kiseline i Brensted-Laurijevu kiselost. Magnezijumov jon reaguje slično kao Luisova kiselina sa šest molekula vode:
ali ovdje nema razmjene protona i Brensted-Laurijeva kiselost vodenog jona je zanemariva.
Borna kiselina takođe ilustruje korisnost Brensted-Laurijevog koncepta za kiselinu koja ne disosuje, ali efektivno donira proton bazi tj. vodi. Reakcija je:
Ovdje se borna kiselina ponaša kao Luisova kiselina i prihvata elektronski par sa atoma kiseonika iz jednog molekula vode koji zatim donira proton drugom molekulu vode i zato se ponaša kao Brenstedova kiselina.